# 우류 미사키
우류 미사키(일본어: 瓜生美咲, 1995년 7월 12일 ~ )는 일본의 배우이다.